# تلمبه شرفویه
تلمبه شرفویه یک منطقهٔ مسکونی در ایران است که در دهستان بنارویه واقع شده‌است. تلمبه شرفویه ۹۲ نفر جمعیت دارد.